# Velîkîi Kobeleaciok, Novi Sanjarî
Velîkîi Kobeleaciok (în ucraineană Великий Кобелячок) este localitatea de reședință a comunei Velîkîi Kobeleaciok din raionul Novi Sanjarî, regiunea Poltava, Ucraina.

## Demografie
Componența lingvistică a localității Velîkîi Kobeleaciok
     Ucraineană (95,9%)
     Rusă (1,82%)
     Română (1,06%)
Conform recensământului din 2001, majoritatea populației localității Velîkîi Kobeleaciok era vorbitoare de ucraineană (95,9%), existând în minoritate și vorbitori de rusă (1,82%) și română (1,06%).